# Ru (ceramica)

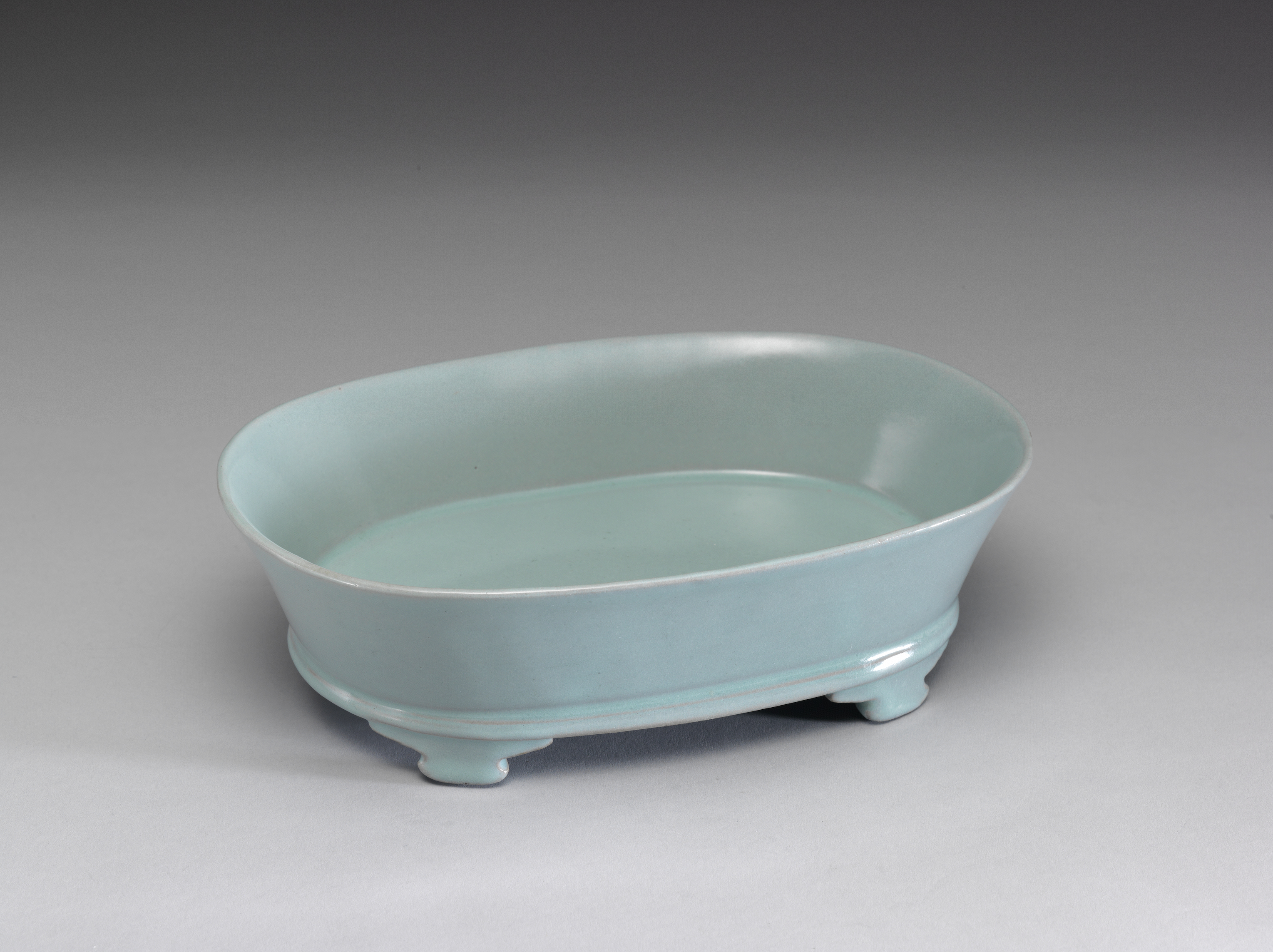
Bacino di Narciso con luce Glaze verde-bluastro, National Palace Museum

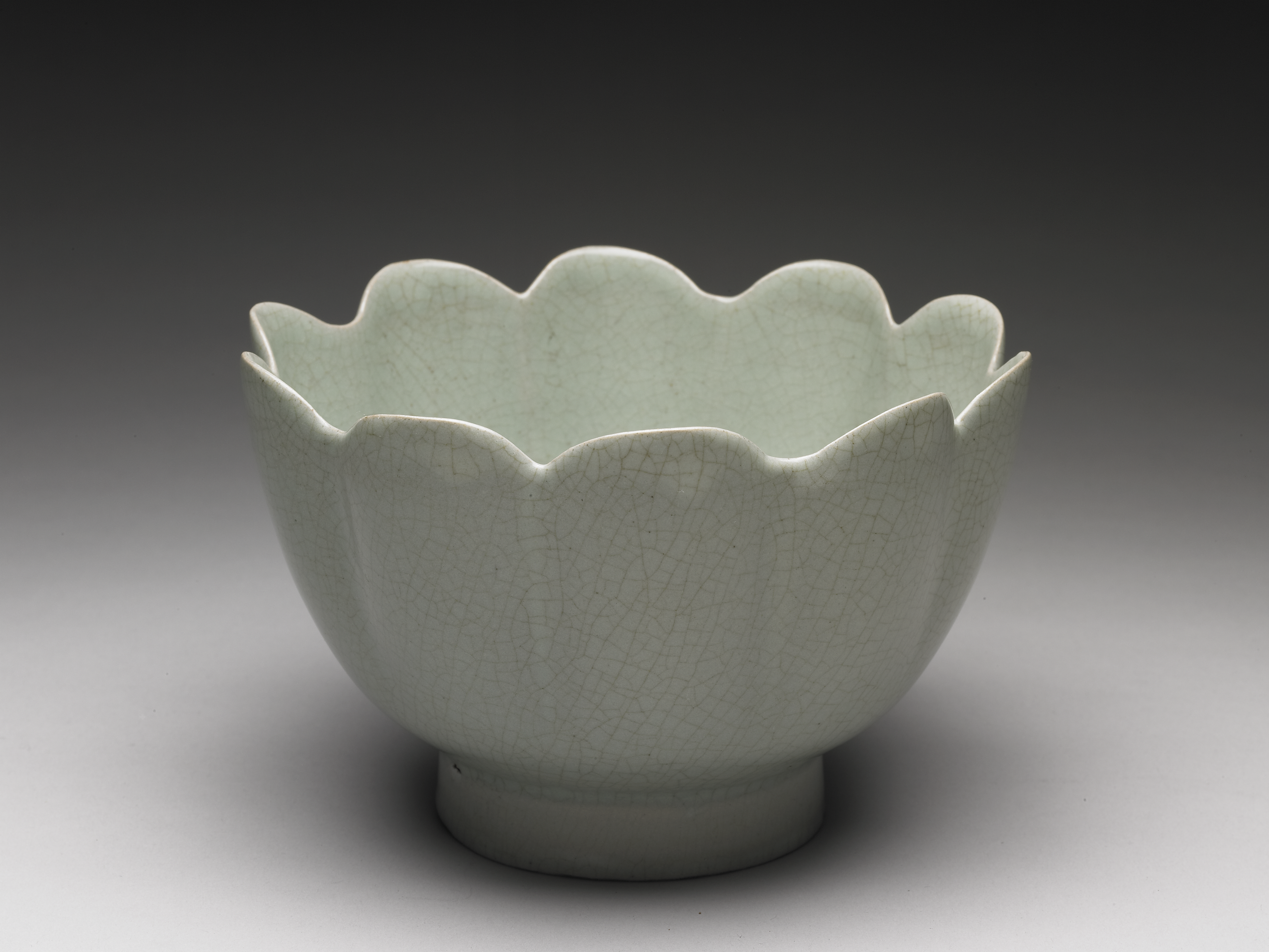
Ciotola di riscaldamento nella forma di un fiore con luce Glaze verde-bluastro, National Palace Museum

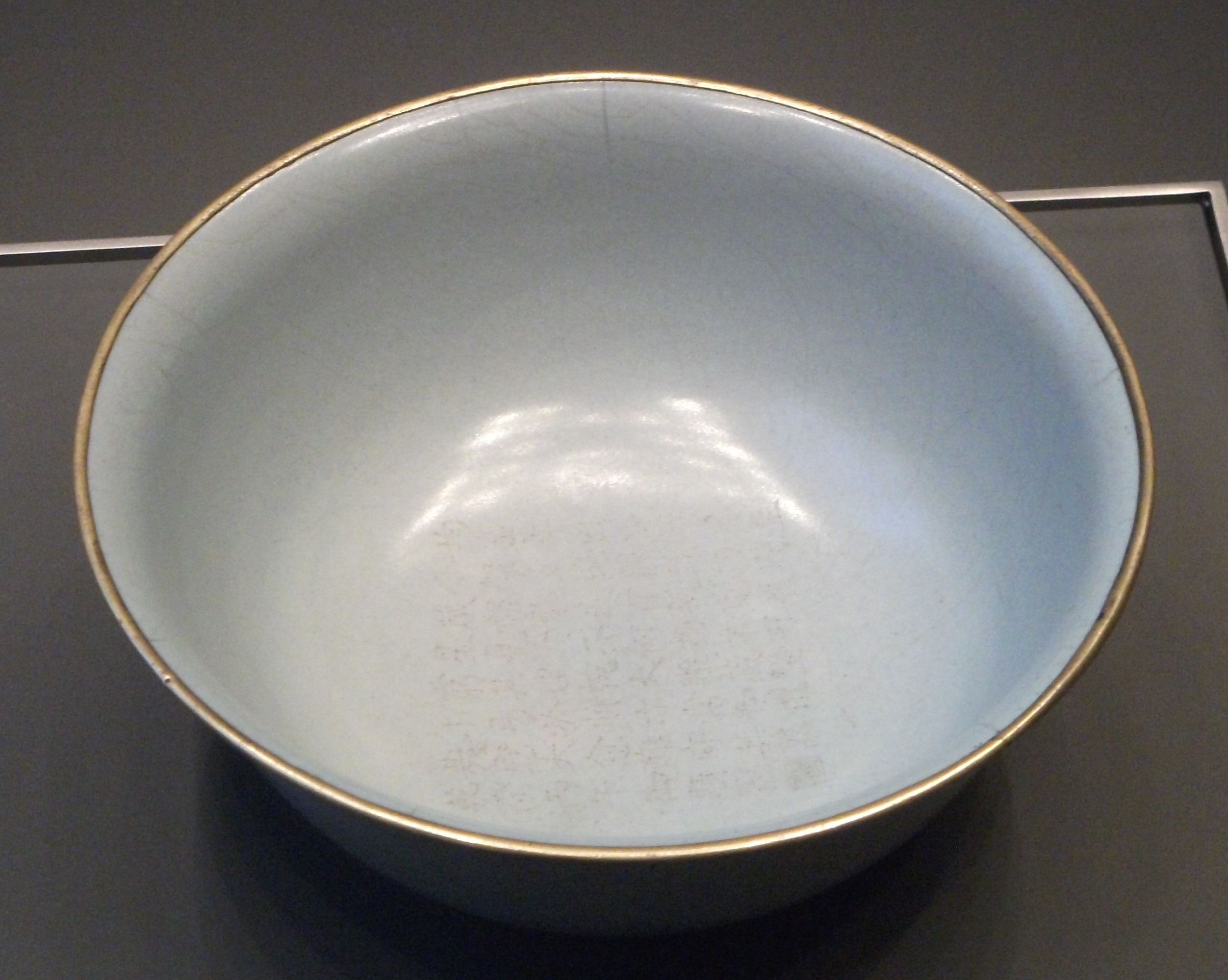
Ciotola Ru, con bordo metallico, British Museum

La ceramica Ru o "ceramica ufficiale Ru" (汝窯T, 汝窑S, Rǔ yáoP) è un famoso ed estremamente raro tipo di ceramica cinese della dinastia Song, prodotta per la corte imperiale per un breve periodo intorno al 1100. Sopravvivono oggi meno di 100 pezzi, sebbene esistano imitazioni posteriori che non corrispondono completamente alle originali. Molte delle ceramiche Ru possiedono un distintivo smalto di colore blu pallido, detto a "uovo di anatra", "come il blu del cielo in una radura fra le nuvole dopo la pioggia" secondo un esperto medievale, e prive di alcun decoro, benché i loro colori varino fino a un celadon verde. La produzione era costituita da piatti, probabilmente usati per il lavaggio dei pennelli, bottiglie da vino (oggi caraffe), piccoli vasi e incensieri. Possono essere considerate una forma particolare di prodotti in celadon.
Le ceramiche Ru costituiscono una delle Cinque grandi fornaci identificate da scrittori cinesi posteriori. Le ceramiche erano riservate alla corte imperiale e, secondo una fonte contemporanea, solo quelle che venivano respinte erano destinate ad un mercato più ampio. La fonte, Zhou Hui, afferma anche che lo smalto conteneva agata, e quando venne scoperta negli ultimi decenni del '900 l'ubicazione dei forni, essi si trovavano infatti nelle vicinanze di un sito di una miniera di agata ricca di silice, un normale componente degli smalti.
La ceramica Ru è forse la prima "ceramica ufficiale" specificamente commissionata dalla corte imperiale. Sembrerebbe che si praticasse un'attenta analisi delle grandi quantità di ceramiche tributarie giunte a corte, mantenendone solo alcune e ridistribuendo le rimanenti come parte dei generosi doni rivolti ai funzionari di corte, ai templi, a sovrani stranieri, e forse alcune erano destinate alla vendita. La produzione terminò quando, o poco prima, le fornaci vennero occupate dagli invasori che conquistarono i Song settentrionali negli anni 1120; tuttavia le ceramiche rimasero famose e in seguito molto ricercate.

## Caratteristiche

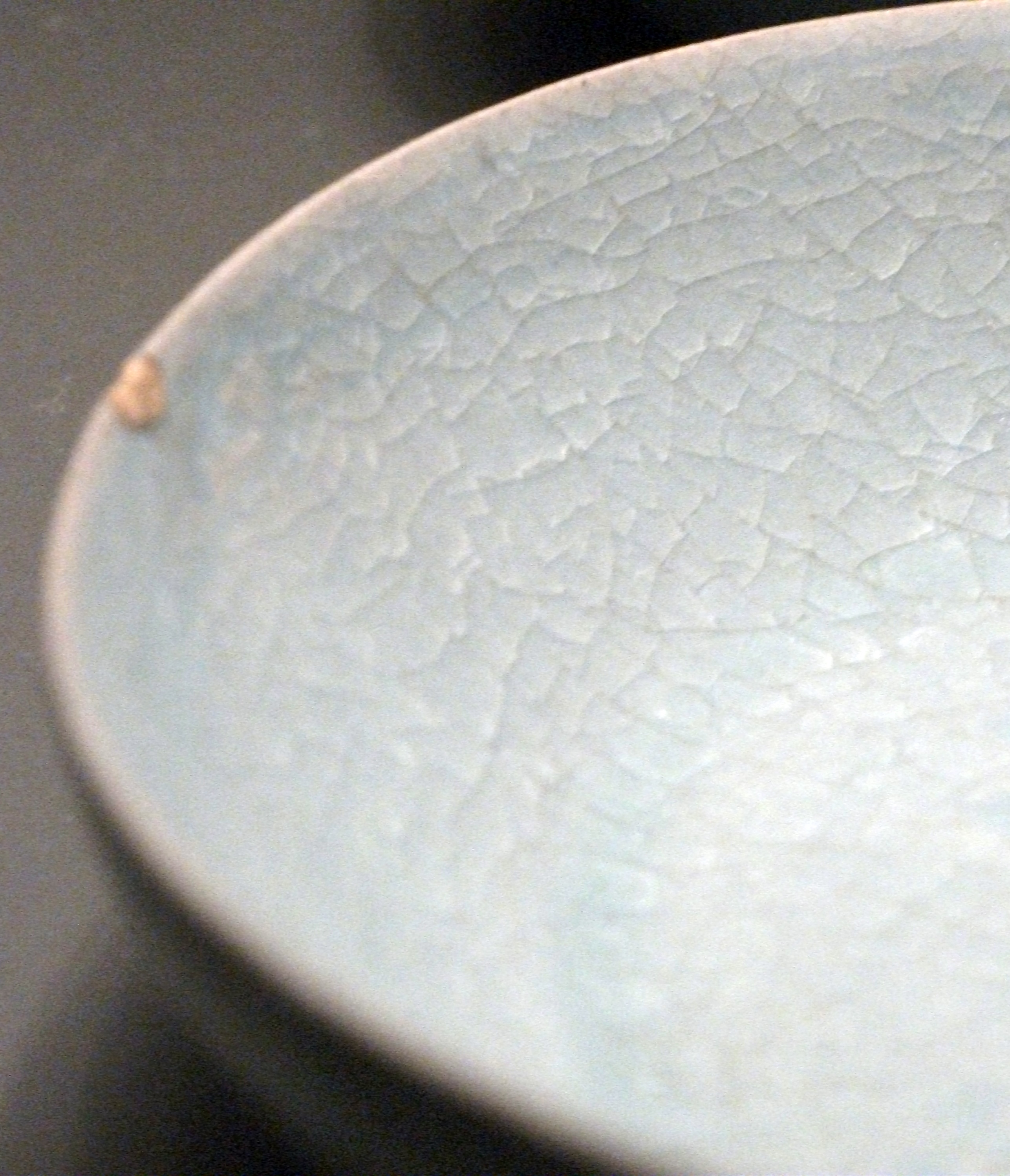
Primo piano delle screpolature sullo smalto, Collezione Percival David

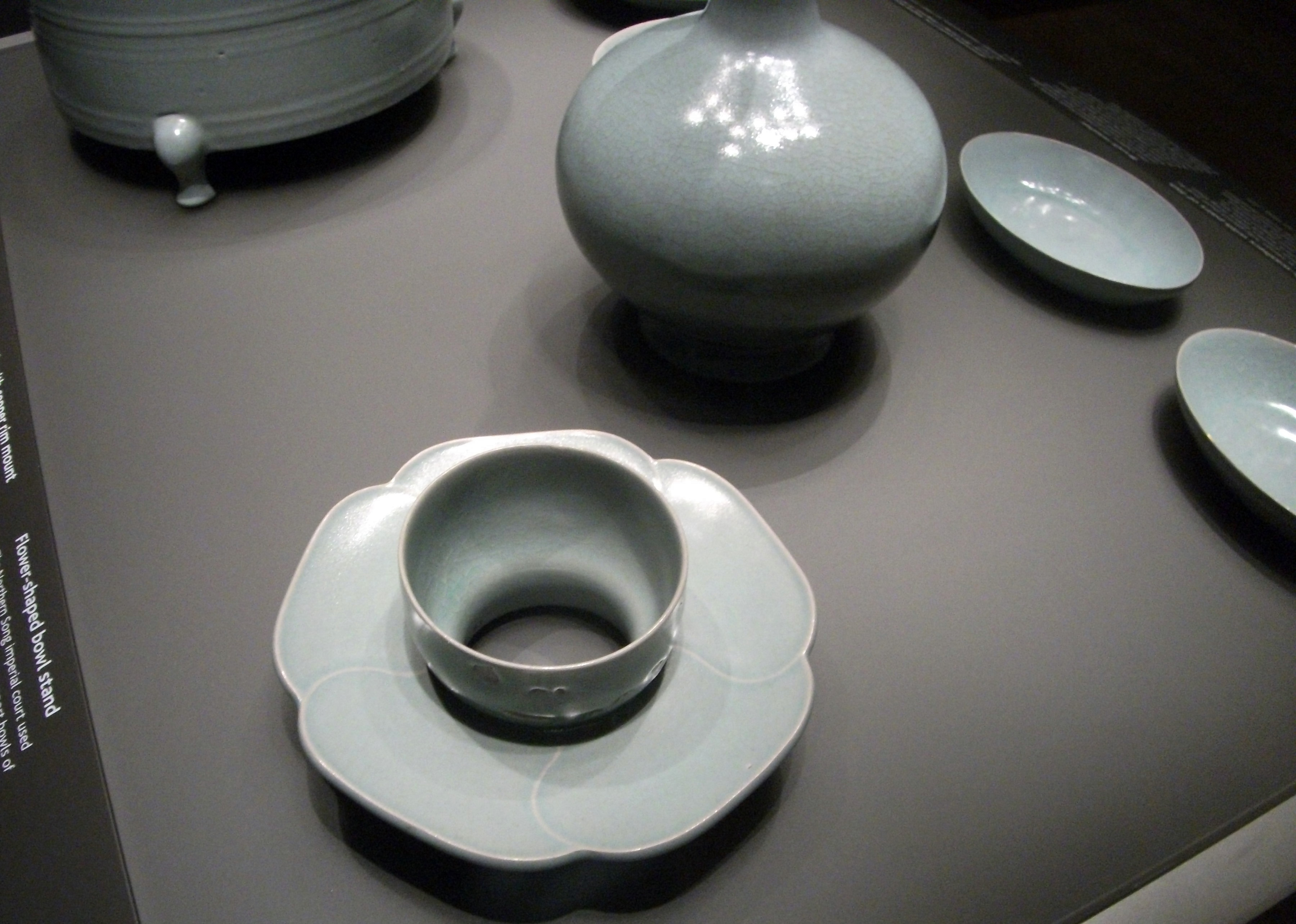
Sottotazza senza fondo e altre forme Ru, Collezione Percival David

Tre ciotole verdastre al Museo di Shanghai. Questa tipologia è spesso descritta come un recipiente per la lavatura dei pennelli. Notare i 5 semi di sesamo sulla base

Gli esemplari sono, perlopiù, alquanto piccoli, costituiti da bicchieri, incensieri, o piccoli recipienti. Sono presenti un ridotto numero di "vasi da narciso" di forma ovale, utilizzati come vasi per tale fiore. Molti pezzi recano un sottile smalto percorso sulla sua superficie da delle screpolature, benché ci siano alcune prove le quali dimostrerebbero che le ceramiche più ammirate fossero quelle senza tali imperfezioni, non intenzionali. Queste non sono semplici forme di ceramica, poiché derivano da supporti come oggetti in metallo e in lacca, fra cui il sottotazza senza fondo, comune sia tra gli oggetti di ceramica che fra quelli dei materiali appena citati. Molte forme hanno un "bordo alla base chiaramente definito e leggermente allargato". Pochissimi esemplari recano decorazioni, con un "motivo floreale blandamente impresso".
Lo smalto, applicato in numerosi strati, prosegue sopra i bordi sia superiori che inferiori, al contrario della porcellana rivale Ding, cotta capovolta e quindi col bordo grezzo privo di smalto, spesso rivestito da una fascetta metallica. Invece le porcellane Ru rimanevano distanti dalla superficie del saggar, essendo sorrette da tre o cinque piccoli speroni o rebbi, probabilmente di metallo, che lasciavano sul retro piccole depressioni ovali non smaltate chiamate "semi di sesamo". I colori variano, e furono suddivisi e classificati da studiosi cinesi in "blu cielo", "blu pallido" e "blu uovo", impiegando in ogni caso la parola cinese 青, qīng, che significa sia "blu" che "verde".
Questa tecnica di smaltatura "completa" pare che sia stata inventata nelle fornaci Ru, e incrementò la somiglianza delle ceramiche colla giada, il materiale più prestigioso nell'arte cinese. Un'altra somiglianza era la "trama di glassa untuosa e spessa", descritta "come il lardo che fonde senza fluire"; la tipologia di giada più apprezzata era conosciuta come "carne di montone grassa".
Gli studi eseguiti sui reperti ritrovati durante gli scavi palesano che il corpo d'argilla cotto è d'un colore grigio chiaro, talvolta paragonato alla cenere degli incensi. Sebbene il concetto di "grès", presente negli standard occidentali, non si rinviene nel pensiero tradizionale cinese, le ceramiche erano cotte ad una temperatura relativamente bassa, e rimanevano non completamente vetrificate, assorbendo acqua ad un ritmo "piuttosto elevato". Il corpo, inoltre, se analizzato attentamente, non è privo di imperfezioni. Allorché questo venne rivestito quasi interamente di smalto, tali difetti non sminuirono il valore delle ceramiche. Alcuni studiosi fanno notare che il corpo può essere considerato terracotta, sebbene sia spesso classificata dagli autori occidentali come grès, per via della relazione cogli altri celadon settentrionali, e in termini cinesi come porcellana.

## Ubicazione delle fornaci

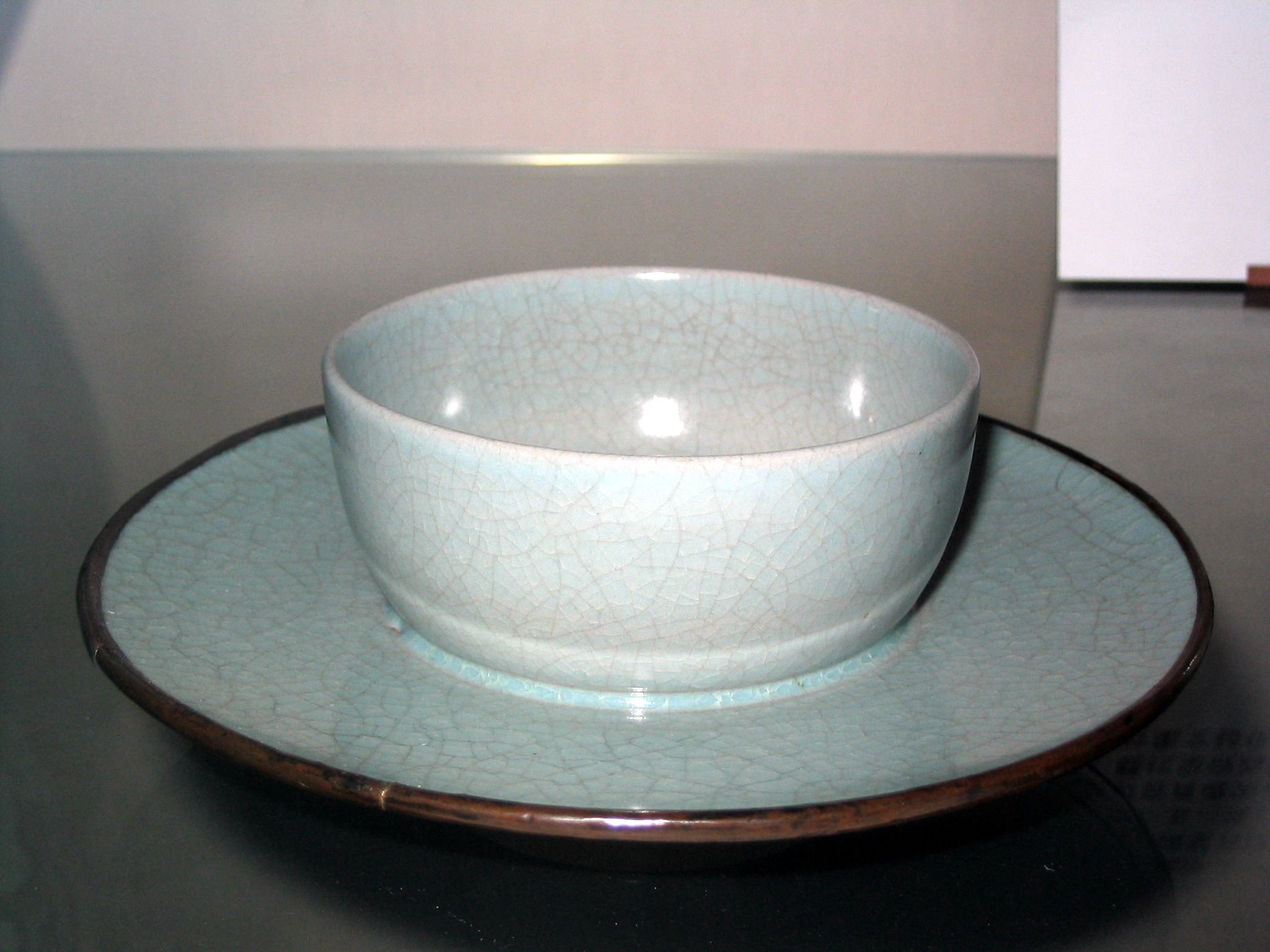
Sottotazza, Victoria and Albert Museum

Un gruppo di più di 15 forni nel villaggio di Qingliangsi, contea di Baofeng, Pingdingshan, fu riconosciuto come il sito della produzione delle ceramiche Ru. Vennero identificati per la prima volta nel 1950, e venne confermato, tramite scavi iniziati nel 1987, che questi forni erano i principali fra quelli che producevano i manufatti Ru. Nel 2000, nella sesta fase degli scavi, s'identificò l'ubicazione dell'officina. Complessivamente, il sito copre 250.000 m², "coi forni densamente distribuiti ovunque". Grazie agli scavi appare chiaro che tali forni producevano in grandi quantità anche altre tipologie di ceramiche minori, fra cui quelle nere e a tre colori, e anche "una quantità rilevante di porcellane Ru incise e intagliate di inferiore qualità", i cui pezzi non sopravvivono oggigiorno. Escludendo gli ultimi, questi altri stili non sono solitamente chiamati "Ru", ma rientrano nell'insieme delle altre ceramiche settentrionali contemporanee.
Sempre attraverso gli scavi sono stati ritrovati frammenti di qualità "ufficiale", ma in forme più elaborate rispetto a quelle dei reperti interi ritrovati in loco. Questi avrebbero fatto parte di prove, poi non messe in produzione. Sono presenti anche pezzi decorati colle tecniche convenzionali del celadon, non rinvenuti fra quelli interi sopravvissuti.

## Datazione

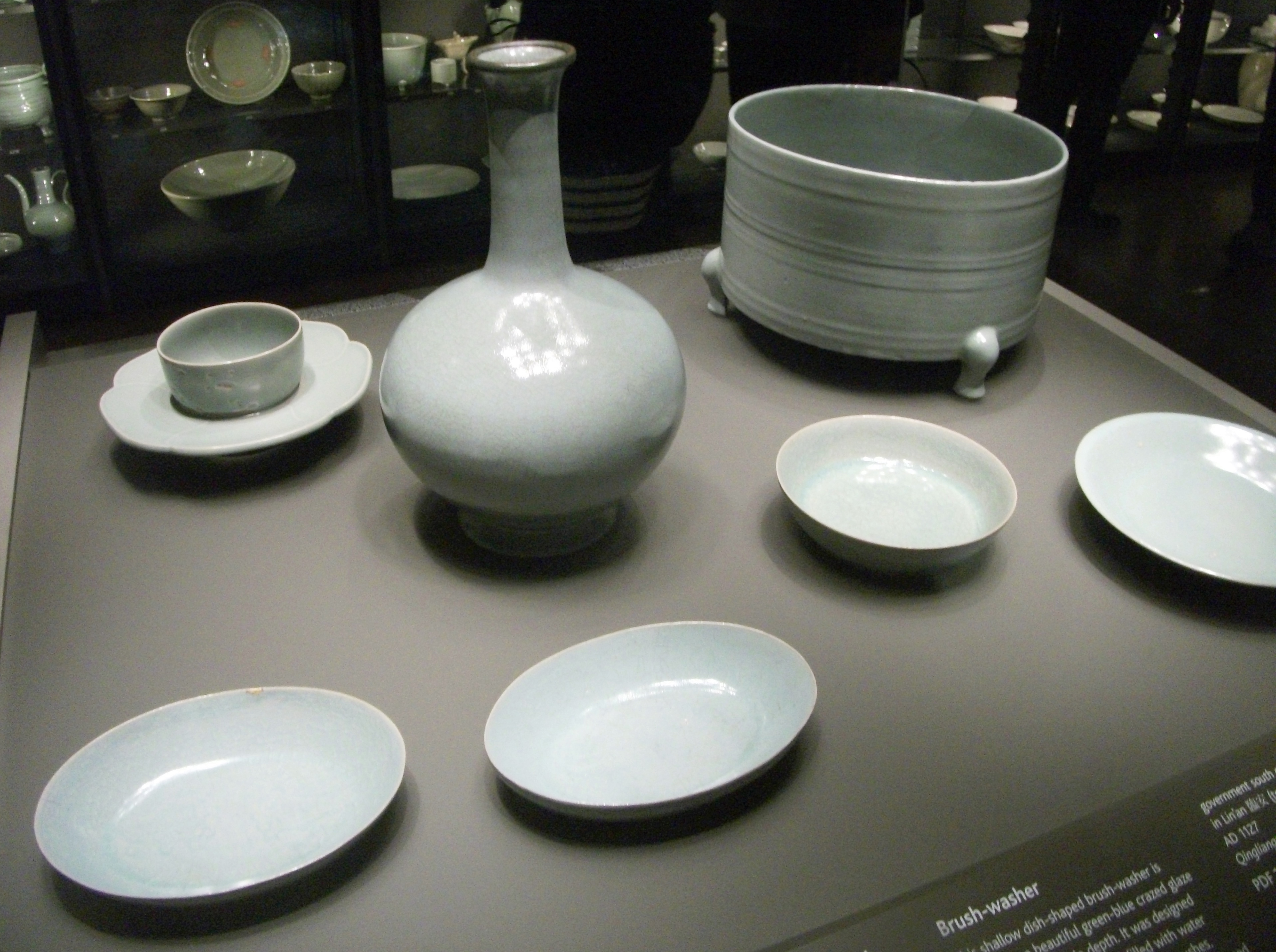
Gruppo della Collezione Percival David

Nel 2012 una nota del catalogo Sotheby affermava "Sebbene l'esatto periodo di produzione della ceramica Ru è ancora dibattuto, tutti gli studiosi concordano sul fatto che esso durò solo per un breve intervallo di tempo. Generalmente, si ipotizza un periodo di circa vent'anni, dal 1086 al 1106, benché alcuni studiosi sostengano un periodo leggermente superiore." Inizialmente Jessica Rawson ipotizzò che il periodo andasse "da circa il 1107 al 1125".  Shelagh Vainker afferma che il periodo sarebbe durato per "circa 40 anni". Il British Museum dichiara invece "venti o forse quaranta anni fra il 1086 e il 1106 o il 1125". La ceramica Ru fu prodotta solo durante il periodo di regno dell'imperatore Song Huizong (r. 1100-1125) e forse anche durante quello del suo predecessore Song Zhezong. Pare inoltre che Huizong avesse un interesse personale verso la ceramica.
Poco dopo l'abdicazione di Huizong i Song Settentrionali caddero per via delle invasioni provenienti dal nord, e Huizong e il suo successore vennero catturati durante le disastrose guerre Jin-Song degli anni 1120. Un giovane figlio di Huizong fuggì a sud e fondò i Song Meridionali come imperatore Song Gaozong (1127-1163), ma ora le fornaci Ru erano in territorio nemico, e la produzione della ceramica Ru cessò, se non era già terminata. Le fornaci vennero abbandonate e i vasai si dispersero. Un dono di 16 esemplari enumerati rivolto a Gaozong è registrata nelle fonti; una quantità piuttosto piccola per gli standard imperiali, che fa pensare alla sua rarità. La medesima fonte indica che, quando nel 1179 il vecchio imperatore abdicato visitò un giardino, un vaso Ru fu posto in quel luogo in modo che lo ammirasse. Nel sud una forma ufficiale di Guan, più verde che blu, pare che avesse agito da sostituto, tuttavia piuttosto inadeguato per la corte.
Le date di produzione furono per molto tempo confuse per via d'un disco di prova falso della Collezione Percival David. È un anello piatto circolare recante un'iscrizione il quale rivendica che esso sarebbe stato il "primo pezzo di prova", prodotto il 9 aprile del 1107 sotto la supervisione di un "Vice ministro della famiglia imperiale". Sempre considerato con grande scetticismo da molti studiosi, in generale oggi si converge nella sua falsità, probabilmente risalente al secolo XX.

## Imitazioni

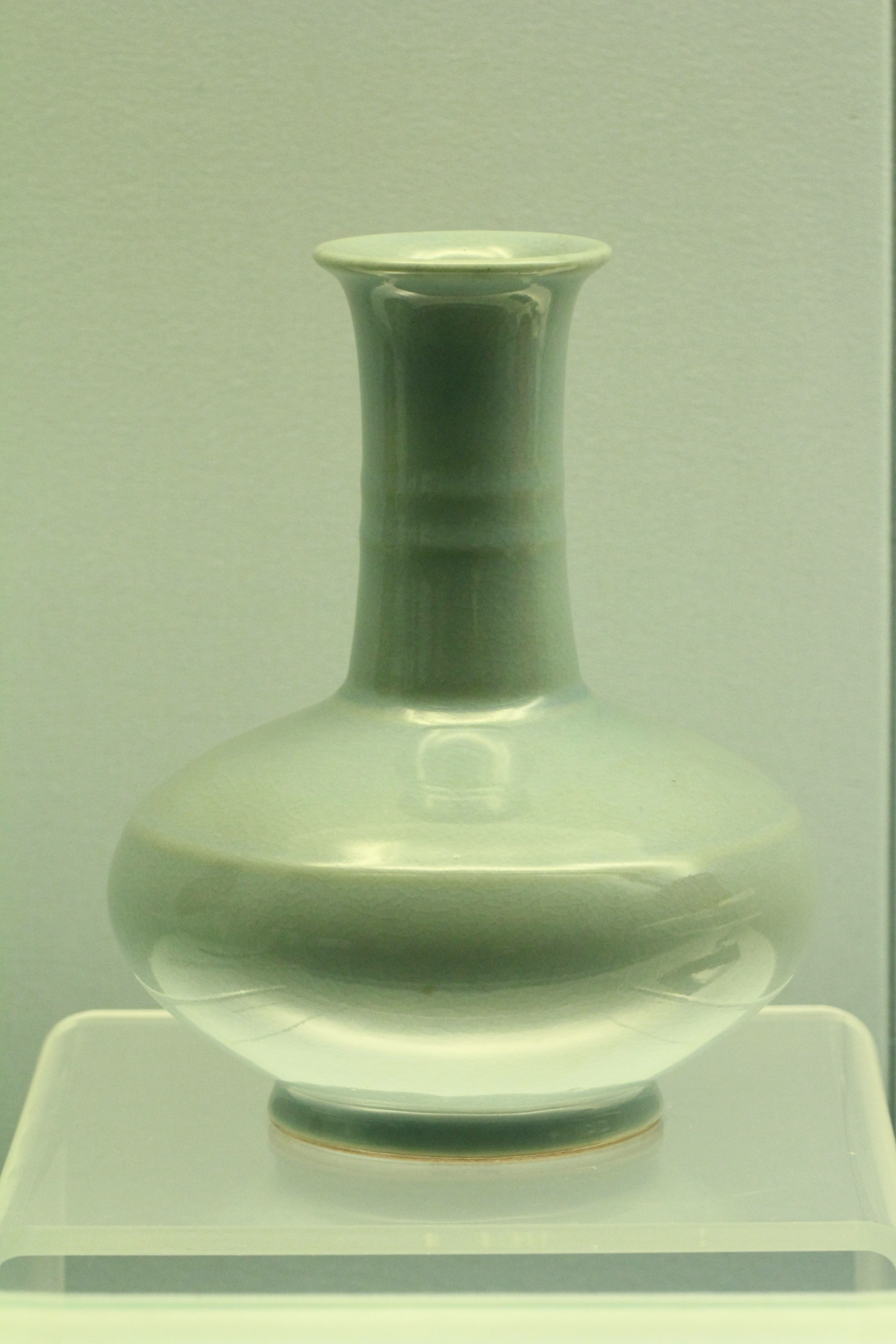
Vaso di "tipo Ru", un'imitazione dei forni di Jingdezhen, regno di Yongzheng

Le ceramiche sarebbero state molto rare durante il loro periodo di produzione, e rimasero così, come affermano diversi scrittori cinesi. L'imperatore Qianlong (r. 1736-95), un appassionato collezionista che deve aver posseduto almeno la metà degli esemplari sopravvissuti, li descrive in una poesia come "rari tanto quanto le stelle all'alba". Col trascorrere del tempo, la loro reputazione divenne quasi leggendaria, quantunque molti scrittori le abbiano lodate senza averne mai visto alcun esempio.
Tuttavia, dopo i tentativi non riusciti da parte dei forni Guan di imitare le ceramiche Ru fino al secolo XVIII (regno di Yongzheng, r. 1725-1735), queste furono copiate dai forni Jingdezhen, in base a degli esemplari provenienti dalla corte imperiale. Queste sono conosciute come ceramiche di "tipo Ru". L'imperatore Qianlong scrisse poesie su numerosi pezzi, incise sulla loro base. Uno di questi esemplari fu in realtà una recente imitazione realizzata per suo padre. Uno speciale esemplare molto ammirato era un vaso per narcisi senza screpolature, conservato oggi a Taipei.
L'imitazione da parte della ceramica coreana iniziò poco dopo la produzione delle ceramiche Ru, ed esemplari coreani furono spesso confusi per lungo tempo cogli originali cinesi.

## Raccolte

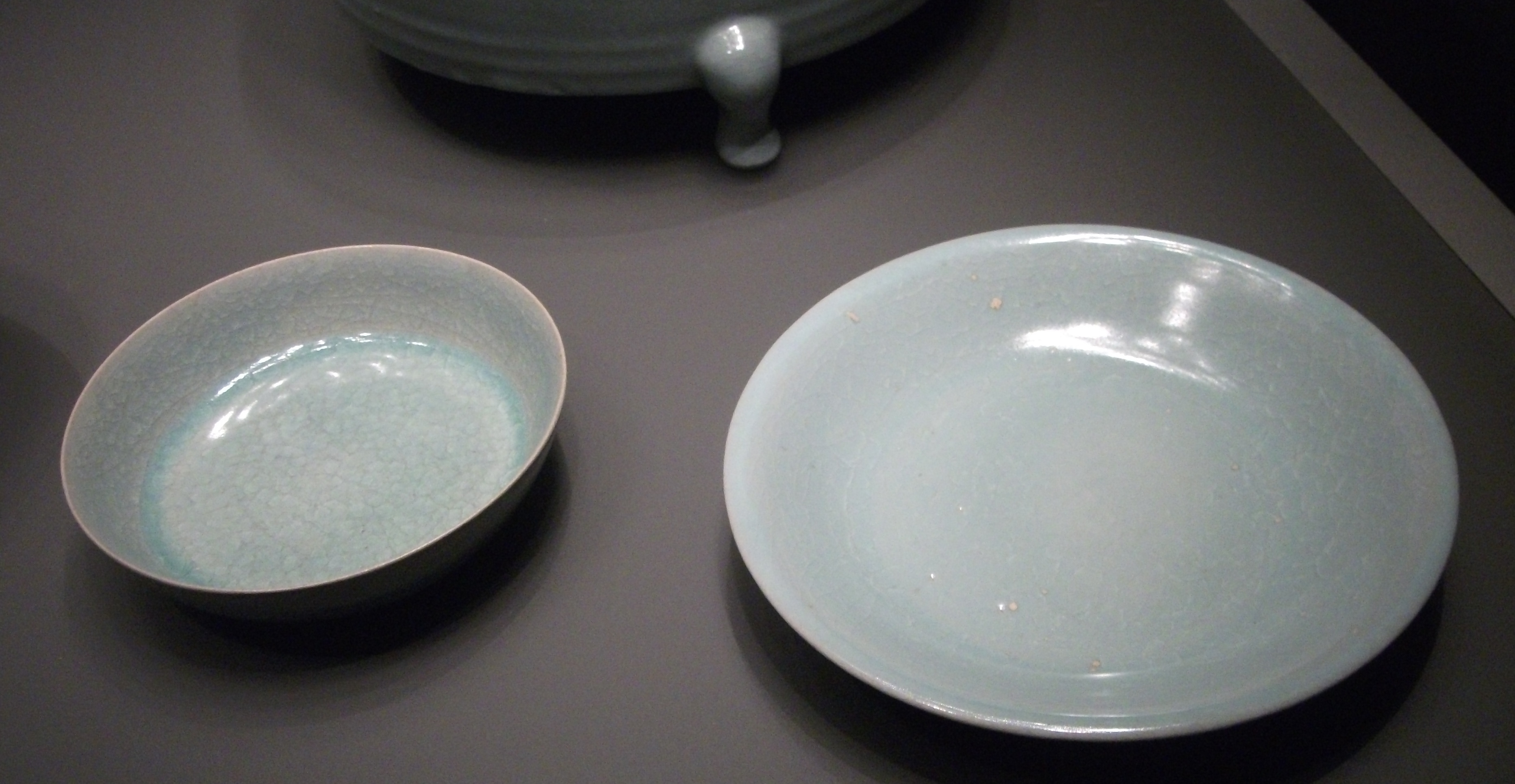
Due ciotole della Collezione Percival David

Nel 2012 Sotheby's ha identificato 79 esemplari interi sopravvissuti,, insieme a molti altri frammenti ritrovati nel sito archeologico delle fornaci. Le principali raccolte erano:
- 21 esemplari nel Museo Nazionale del Palazzo, Taipei;
- 17 nel British Museum, Londra (inclusa la collezione Percival David)
- 15 nel Museo del Palazzo, Pechino
- 8 nel Museo di Shanghai
- 2 nel Museo Röhsska, Göteborg
- un singolo pezzo nel Museo nazionale della Cina, Pechino, nel Museo d'arte di Tianjin, nel Museo della ceramica orientale, Osaka, nel Museo d'arte di Hong Kong, nel Cleveland Museum of Art, nel Philadelphia Museum of Art, nel St. Louis Art Museum, nel Victoria and Albert Museum, e nel Ashmolean Museum, Oxford.

Il numero di esemplari riconosciuti come "Ru" è aumentato considerevolmente dai primi anni del secolo XX, la maggior parte dei quali sono membri di raccolte museali che precedentemente non erano considerati Ru, piuttosto che pezzi scoperti ex novo. Gompertz formulò una lista che, nella sua prima edizione del 1958, contava complessivamente 31 esemplari fuori dalla Cina, e nella seconda edizione rivista del 1980, ne contava 61 compresi quelli conservati in Cina; anche fra i musei il numero degli esemplari esistenti sono lievemente differenti dalla lista di Sotheby's di cui sopra. Essa è basata su una lista compilata da Degawa Tetsuro all'interno di un catalogo d'una mostra del 2009, con alcune aggiunte. Inoltre un esemplare che sarebbe assente in ambo le liste è stato identificato come "ceramica Ru" dal Cincinnati Art Museum nel 2016. Il Museo dello Henan possiede un vaso decorato che sarebbe stato ritrovato nel corso degli scavi del 1987 nel sito delle fornaci a Qingliangsi.
Il 4 aprile del 2012 Sotheby's ha acquistato ad Hong Kong un recipiente per la lavatura dei pennelli dal diametro di 13,6 cm e un paio degli stessi al British Museum per 207.860.000 dollari di Hong Kong (20,3 milioni di €), una vendita all'asta record per le ceramiche Song. Faceva parte d'una raccolta giapponese, e precedentemente della raccolta Mr & Mrs Alfred Clark di Londra.
Nel 2014 venne identificato una ciotola Ru al Princessehof a Leeuwarden, Paesi Bassi.
Nel 2016 una mostra al Museo del Palazzo di Pechino comprendeva 29 esemplari interi, più quattro ricostruiti provenienti da una tomba, vari frammenti e 30 copie Jingdezhen di "tipo Ru". Il Museo Nazionale del Palazzo di Taipei organizzò una mostra nel 2006-07. Entrambe comprendevano degli esemplari presi in prestito dal British Museum e da altri musei, ma ad oggi le raccolte di Taipei e di Pechino non hanno condiviso nessuna mostra.

## Galleria d'immagini

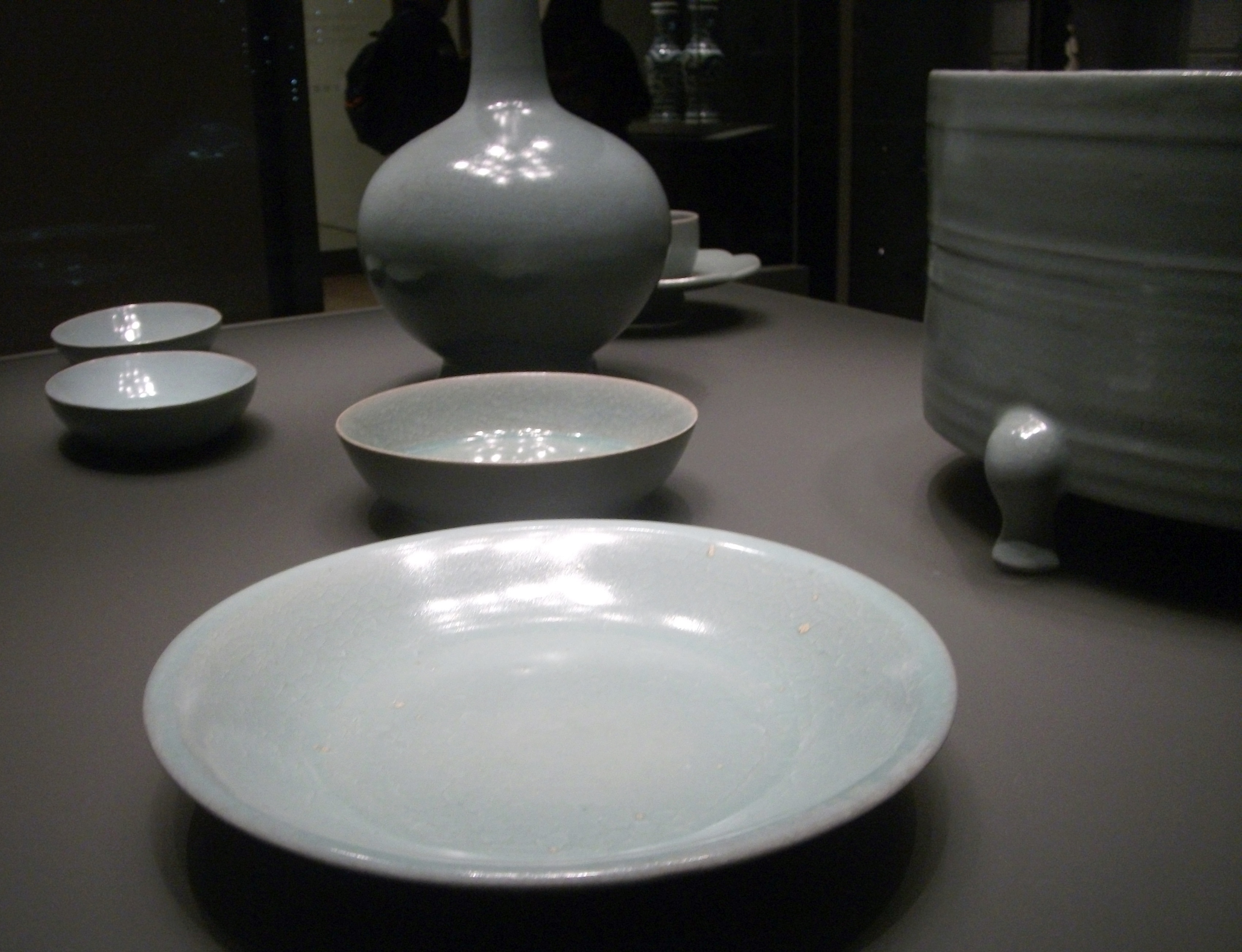
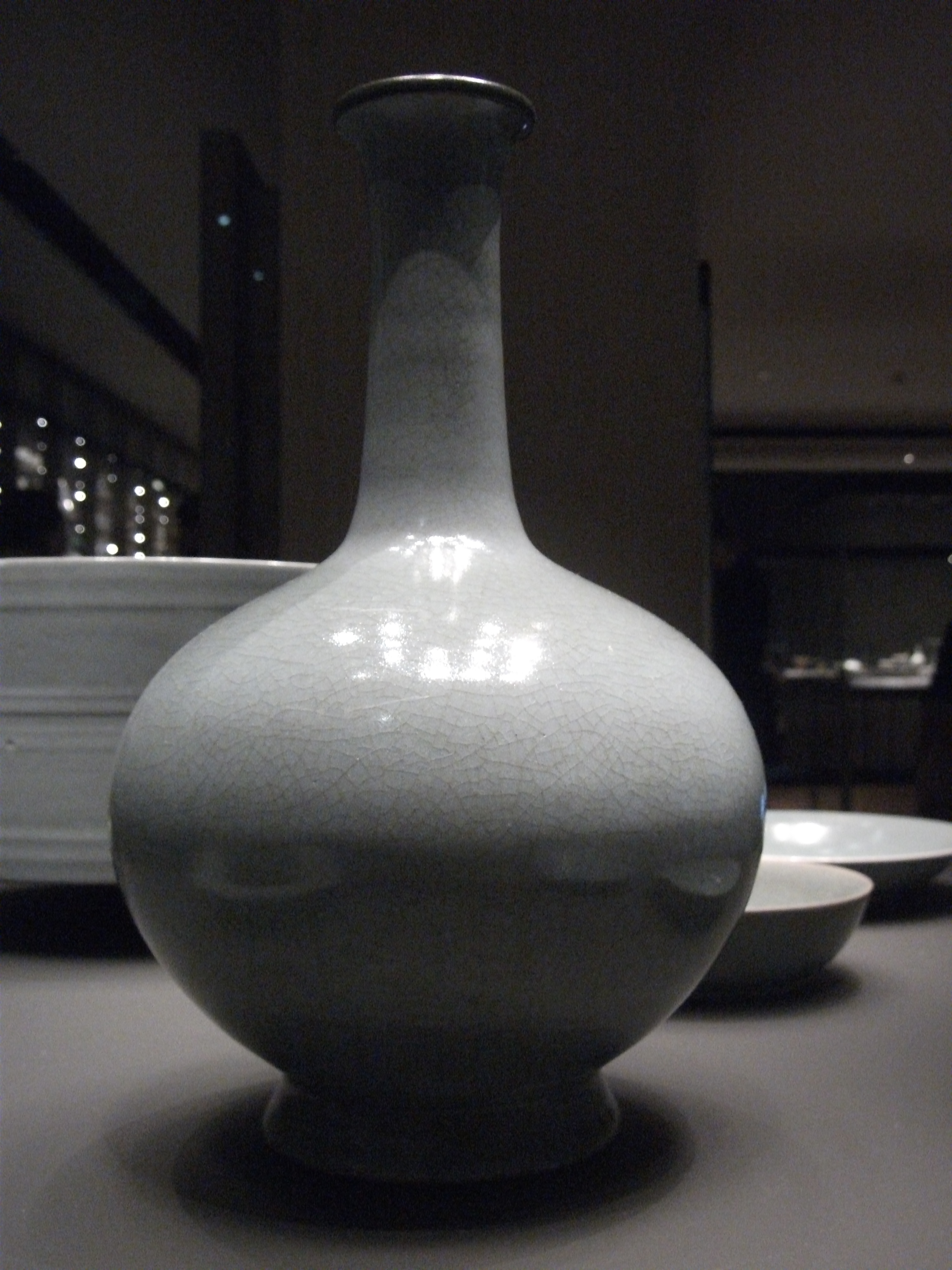
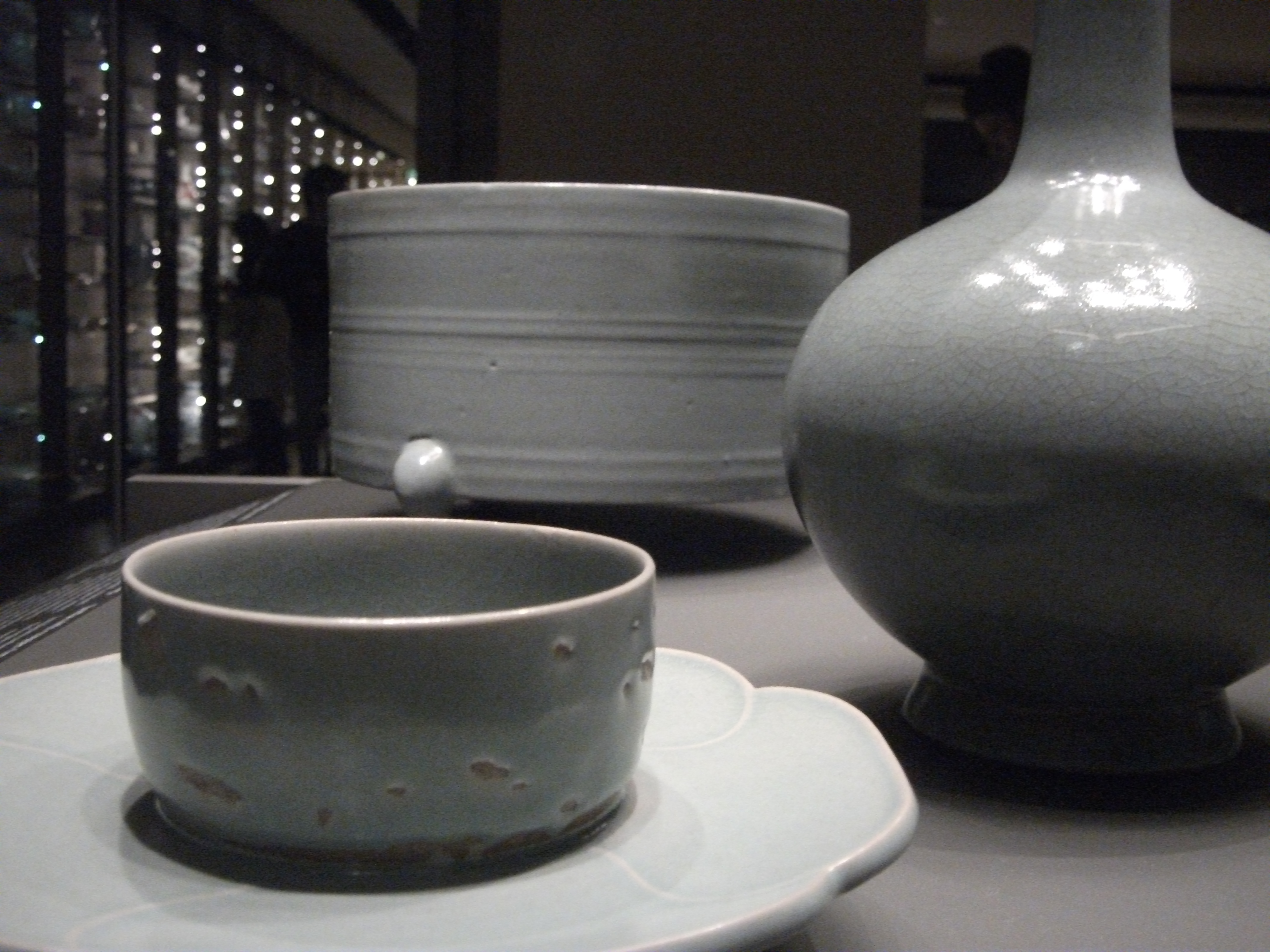
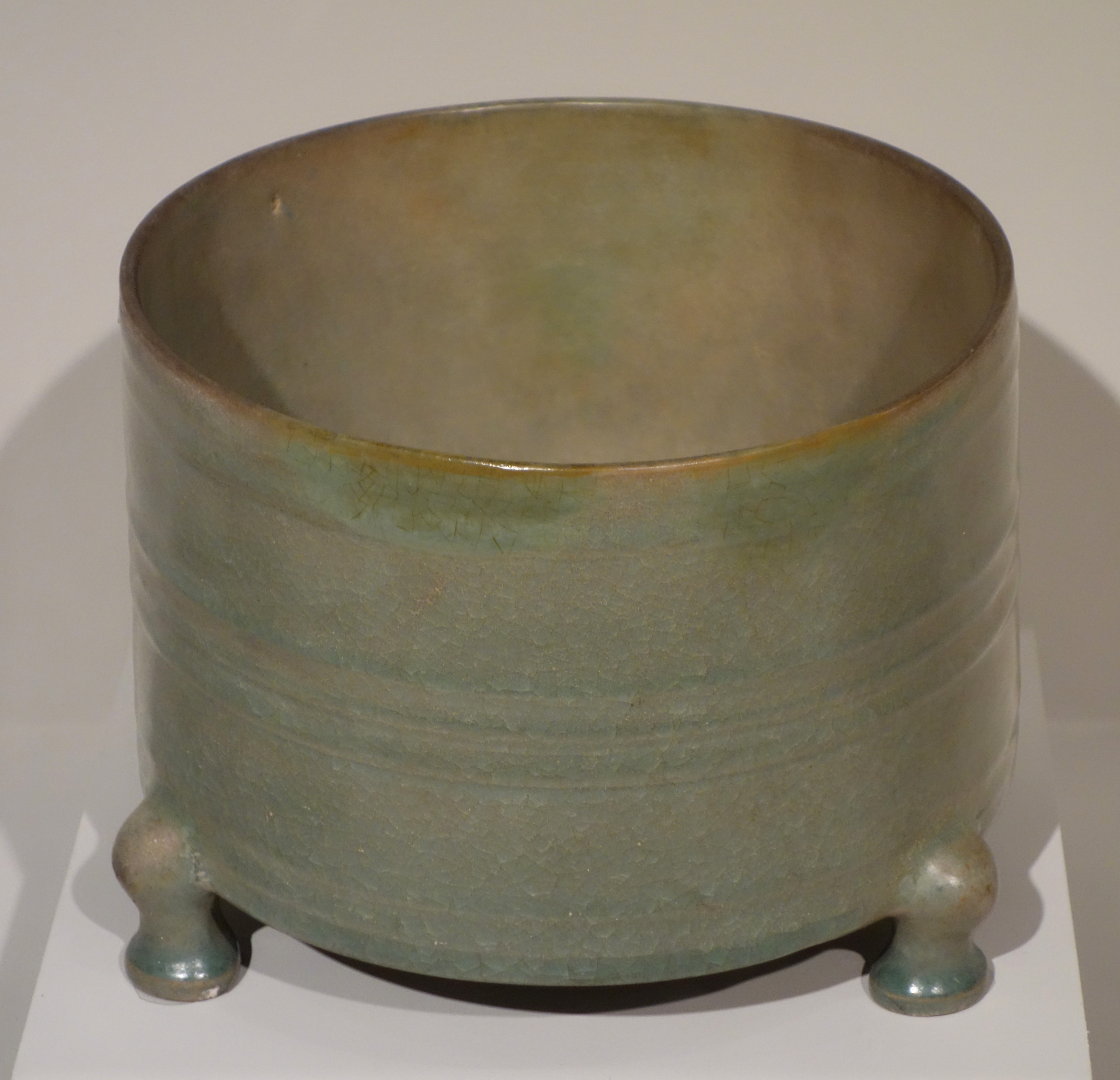
Vaso tripode, Song Settentrionali, tardo XI o primo XII secolo, Cincinnati Art Museum[41] Vedi testo.